# Renault Mégane II
Mégane II er den anden modelgeneration af den lille mellemklassebil Mégane fra den franske bilfabrikant Renault.

## Modelhistorie
Den anden generation af Mégane blev solgt fra oktober 2002, i starten som tre- og femdørs hatchback. I september 2003 fulgte såvel sedanen som stationcaren Grandtour. Mégane II blev bygget på fabrikkerne i Frankrig (Mégane CC i Douai, Mégane Sport i Dieppe), Spanien (tre- og femdørs samt Grandtour i Palencia) samt i Tyrkiet (Mégane sedan i Bursa).
Modellen blev valgt til Årets Bil i Europa 2003.
Bagagerummet kan alt efter version rumme mellem 330 (hatchback) og 520 (Grandtour) liter.
Med Mégane II fortsatte Renault deres udvkikling af bilsikkerhed − frem for alt passagersikkerhed − og opnåede også med denne model fem stjerner i Euro NCAP's kollisionstest.
- Heckansicht
- Renault Mégane tredørs (2002–2006)
- Renault Mégane sedan (2003–2006)
- Renault Mégane Grandtour (2003–2006)

### Facelift
I januar 2006 gennemgik modelserien et facelift. De optiske nyheder begrænsede sig til et let modificeret frontparti og modificerede baglygter.
På Geneve Motor Show 2007 blev Renault Mégane Sport (RS) præsenteret med den allerede fra Laguna, Espace og Vel Satis kendte 2,0 dCi-motor med 127 kW (173 hk). Dermed kunne modellen ud over benzinmotoren med 165 kW (224 hk) nu også fås med en sportslig dieselmotor.
- Renault Mégane femdørs (2006–2008)
- Bagfra
- Renault Mégane sedan (2006–2009)
- Renault Mégane Grandtour (2006–2009)
- Renault Mégane R.S. (2006–2008)

I slutningen af november 2008 blev hatchbackudgaven afløst. Den nye coupé kom i januar 2009, mens Grandtour fulgte i juni 2009. Coupé-cabriolet kom ud til forhandlerne i juni 2010, mens sedanversionen i august 2010 blev afløst af den nye, selvstændige model Fluence.

## Udstyrsvarianter
Til hatchback såvel som Grandtour kunne man vælge mellem fire basisudstyrsvarianter. Specialmodellerne bød på tekniske forfinelser og nyheder som f.eks. det nøgleløse adgangssystem Keycard Handsfree og en anden kombination af farver, stoffer og materialer. Der kunne vælges mellem følgende udstyrsvarianter:
- Authentique
- Avantage (specialmodel på basis af Authentique)
- Exception (specialmodel på basis af Dynamique)
- Emotion
- Expression
- Dynamique
- Privilège (indeholdt samtlige ekstraudstyrspakker)

Derudover kunne man tilvælge tre ekstraudstyrspakker, hvor udstyr og materialer blev endnu mere forbedret. "Luxe" var dermed det højeste udstyr. Der kunne vælges mellem følgende tre pakker:
- Fairway
- Confort
- Luxe

## Motorer
| Model                   | Cylindre | Ventiler | Slagvolume cm³ | Max. effekt kW (hk) / omdr. | Max. drejningsmoment Nm / omdr. | 0-100 km/t sek. | Topfart km/t | Byggeår          | Varianter |
| ----------------------- | -------- | -------- | -------------- | --------------------------- | ------------------------------- | --------------- | ------------ | ---------------- | --------- |
| Benzinmotorer           |          |          |                |                             |                                 |                 |              |                  |           |
| 1.4 16V                 | 4        | 16       | 1390           | 60 (82) / 6000              | 129 / 3750                      | 13,7            | 173          | 9/2003 − 5/2005  | 1, 2      |
| 1.4 16V                 | 4        | 16       | 1390           | 72 (98) / 6000              | 127 / 3750                      | 12,5            | 183          | 9/2002 − 3/2009  | 1, 2, 3   |
| 1.6 16V                 | 4        | 16       | 1598           | 83 (113) / 6000             | 152 / 4200                      | 10,9            | 192          | 9/2002 − 11/2005 | 1, 2, 3   |
| 1.6 16V                 | 4        | 16       | 1598           | 82 (112) / 6000             | 151 / 4250                      | 10,9            | 192          | 11/2005 − 3/2009 | 1, 2, 3   |
| 1.6 16V eco2 Ethanol 85 | 4        | 16       | 1598           | 77 (105) / 5750             | 148 / 3750                      | 12,3            | 190          | 2/2008 − 3/2009  | 3         |
| 2.0 16V                 | 4        | 16       | 1998           | 99 (135) / 5500             | 191 / 3750                      | 9,2             | 200          | 9/2002 − 3/2009  | 1, 2, 3   |
| 2.0 16V Turbo           | 4        | 16       | 1998           | 120 (163) / 5000            | 270 / 3250                      | 8,3             | 220          | 5/2004 − 7/2006  | 1         |
| 2.0 16V Turbo           | 4        | 16       | 1998           | 165 (225) / 5500            | 300 / 3000                      | 6,5             | 236          | 5/2004 − 8/2008  | 1         |
| 2.0 16V Turbo           | 4        | 16       | 1998           | 169 (230) / 5500            | 310 / 3000                      | 6,3             | 236          | 8/2006 − 8/2008  | 1         |
| Dieselmotorer           |          |          |                |                             |                                 |                 |              |                  |           |
| 1.5 dCi                 | 4        | 8        | 1461           | 60 (82) / 4000              | 185 / 2000                      | 14,3            | 170          | 9/2002 − 5/2005  | 1, 2, 3   |
| 1.5 dCi                 | 4        | 8        | 1461           | 63 (86) / 3750              | 200 / 1900                      | 12,7            | 174          | 5/2005 − 3/2009  | 1, 2, 3   |
| 1.5 dCi                 | 4        | 8        | 1461           | 74 (101) / 4000             | 200 / 1900                      | 12,7            | 182          | 9/2003 − 11/2005 | 1, 2, 3   |
| 1.5 dCi FAP             | 4        | 8        | 1461           | 76 (103) / 4000             | 240 / 2000                      | 11,4            | 183          | 1/2007 − 3/2009  | 1, 3      |
| 1.5 dCi                 | 4        | 8        | 1461           | 78 (106) / 4000             | 240 / 2000                      | 11,1            | 185          | 5/2005 − 1/2007  | 1, 2, 3   |
| 1.9 dCi                 | 4        | 8        | 1870           | 66 (90) / 4000              | 230 / 2000                      | 12,9            | 172          | 5/2004 − 5/2005  | 1, 2, 3   |
| 1.9 dCi FAP             | 4        | 8        | 1870           | 81 (110) / 4000             | 260 / 2000                      | 10,2            | 188          | 5/2005 − 7/2006  | 1, 2, 3   |
| 1.9 dCi FAP             | 4        | 8        | 1870           | 85 (115) / 4000             | 300 / 2000                      | 10,2            | 193          | 8/2006 − 3/2009  | 1, 2, 3   |
| 1.9 dCi                 | 4        | 8        | 1870           | 88 (120) / 4000             | 300 / 2000                      | 10,2            | 196          | 11/2002 − 5/2005 | 1, 2, 3   |
| 1.9 dCi FAP             | 4        | 8        | 1870           | 96 (130) / 4000             | 300 / 2000                      | 9,6             | 203          | 5/2005 − 3/2009  | 1, 2, 3   |
| 2.0 dCi                 | 4        | 16       | 1995           | 110 (150) / 4000            | 340 / 2000                      | 9,5             | 213          | 9/2005 − 8/2008  | 1, 2, 3   |
| 2.0 dCi FAP             | 4        | 16       | 1995           | 127 (173) / 3750            | 360 / 2000                      | 8,5             | 220          | 1/2007 − 8/2008  | 1         |

1. ↑  Varianter: 1 = Hatchback, 2 = Sedan, 3 = Grandtour
2. ↑  Med automatgear: 260 Nm ved 1600 omdr./min.
3. ↑  Fra midten af 2007 med partikelfilter (FAP)

## Mégane Coupé-Cabriolet
Renault Mégane CC (CC = coupé-cabriolet) kom ud til forhandlerne i september 2003. Bilen er baseret på Mégane II og har som særligt kendetegn et todelt glasfoldetag. Modellen har praktisk talt intet at gøre med forgængeren Mégane cabriolet.
Glasfoldetaget kan ved tryk på en kontakt foldes elektrohydraulisk ned i bagagerummet, som med lukket tag kan rumme 490 liter og med åbent tag 190 liter. Det tager 22 sekunder at åbne hhv. lukke taget, som kan åbnes og lukkes med stillestående eller langsomtkørende bil, dog ikke med kørende motor.
Til forskel fra konkurrenten Peugeot 307 CC, som er udstyret med en lignende tagsektion bygget af magna car top systems, har det af Karmann fremstillede tag til Mégane CC ud over bagruden også det egentlige "tag" af glas. Med integreret solrullegardin kan taget afmørkes.
Bilen har fire siddepladser.
Til sikkerhedsudstyret hører ud over det standardmonterede ABS, ESP, seks airbags, selestrammere, selekraftbegrænsere også fastgørelse til Isofix-autostole på alle siddepladser undtagen førersædet og som ekstraudstyr i tilfælde af at bilen ruller rundt automatisk udskydelige bageste nakkestøtter som aktiv rulningsbeskyttelse. Bilen fik fem stjerner i Euro NCAP's kollisionstest, hvilket også i dag er den højeste vurdering.
I januar 2006 fik også Mégane CC et facelift. Udefra adskiller bilerne af Phase I og Phase II sig hovedsageligt gennem det let modificerede frontparti og ekstra skrifttræk bagpå.

### Motorer
| Model         | Cylindre | Ventiler | Slagvolume cm³ | Max. effekt kW (hk) / omdr. | Max. drejningsmoment Nm / omdr. | 0-100 km/t sek. | Topfart km/t | Byggeår     |
| ------------- | -------- | -------- | -------------- | --------------------------- | ------------------------------- | --------------- | ------------ | ----------- |
| Benzinmotorer |          |          |                |                             |                                 |                 |              |             |
| 1.6 16V       | 4        | 16       | 1598           | 83 (113) / 6000             | 152 / 4200                      | 11,8            | 195          | 2003 − 2006 |
| 1.6 16V       | 4        | 16       | 1598           | 82 (112) / 6000             | 151 / 4250                      | 11,8            | 195          | 2006 − 2010 |
| 2.0 16V       | 4        | 16       | 1998           | 99 (135) / 5500             | 191 / 3750                      | 9,9             | 205          | 2003 − 2010 |
| 2.0 16V Turbo | 4        | 16       | 1998           | 120 (163) / 5000            | 270 / 3250                      | 8,7             | 220          | 2004 − 2008 |
| Dieselmotorer |          |          |                |                             |                                 |                 |              |             |
| 1.5 dCi FAP   | 4        | 8        | 1461           | 78 (106) / 4000             | 240 / 2000                      | 12,2            | 190          | 2008        |
| 1.9 dCi FAP   | 4        | 8        | 1870           | 81 (110) / 4000             | 260 / 2000                      | 11,2            | 192          | 2006 − 2010 |
| 1.9 dCi       | 4        | 8        | 1870           | 88 (120) / 4000             | 300 / 2000                      | 10,9            | 200          | 2003 − 2005 |
| 1.9 dCi FAP   | 4        | 8        | 1870           | 96 (130) / 4000             | 300 / 2000                      | 9,6             | 203          | 2005 − 2010 |
| 2.0 dCi       | 4        | 16       | 1995           | 110 (150) / 4000            | 340 / 2000                      | 9,5             | 213          | 2006 − 2010 |